# Зоидзе, Нина Владимировна
Нина Владимировна Зоидзе (1902 год, село Натанеби, Озургетский уезд, Кутаисская губерния, Российская империя — неизвестно, село Натанеби, Махарадзевский район, Грузинская ССР) — звеньевая колхоза имени Берия Махарадзевского района, Грузинская ССР. Герой Социалистического Труда (1951).

## Биография
Родилась в 1902 году в крестьянской семье в селе Натанеби Озургетского уезда. Окончила местную начальную школу. С раннего возраста трудилась в сельском хозяйстве. В послевоенное время — звеньевая в колхозе имени Берия (с 1953 года — колхоз имени Ленина) Махарадзевского района, председателем которого был Василий Виссарионович Джабуа.
В 1950 году звено под её руководством собрало 9324 килограмма сортового зелёного чайного листа на площади 2,7 гектара. Указом Президиума Верховного Совета СССР от 23 июля 1951 года удостоена звания Героя Социалистического Труда за «получение в 1950 году высоких урожаев сортового зелёного чайного листа» с вручением ордена Ленина и золотой медали «Серп и Молот» (№ 6092).
Этим же Указом званием Героя Социалистического Труда были награждены труженики колхоза имени Берия, в том числе бригадиры Валерьян Алексеевич Бабилодзе, Дмитрий Несторович Баканидзе, Иван Кириллович Горгиладзе, Касьян Павлович Тавадзе, Пармен Кириллович Тавадзе, Владимир Илларионович Центерадзе, Василий Геронтиевич Чавлейшвили, звеньевые Тамара Самсоновна Центерадзе, колхозницы Александра Теопиловна Болквадзе, Александра Самсоновна Гобронидзе.
После выхода на пенсию проживала в родном селе Натанеби Махарадзевского района. Дата смерти не установлена.